# Élections municipales de 2005 dans la Capitale-Nationale
Les élections municipales québécoises de 2005 se déroulent le 6 novembre 2005. Elles permettent d'élire les maires et les conseillers de chacune des municipalités locales du Québec, ainsi que les préfets de quelques municipalités régionales de comté.
Elles permettent de déterminer les maires et les conseillers de chacune des municipalités locales de même que certains préfets. Ces élections sont les premières tenues en vertu de la Loi sur les élections et les référendums dans les municipalités adoptée en 2001 par l'Assemblée nationale du Québec, qui instaure une nouvelle procédure prévoyant de tenir les élections de tous les postes municipaux dans toutes les municipalités la même journée.

## Capitale-Nationale

### Baie-Saint-Paul
| Partis                              | Partis                 | Candidats pour la mairie | Vote  | %     |
| ----------------------------------- | ---------------------- | ------------------------ | ----- | ----- |
|                                     | Indépendant            | Jean Fortin (Sortant)    | 1 737 | 46,21 |
|                                     | Indépendant            | Pierre-André Thomas      | 1 065 | 28,33 |
|                                     | Option Baie-Saint-Paul | Conrad Harvey            | 957   | 25,46 |
| Nombre d'électeurs inscrits : 5 904 |                        |                          |       |       |

### Baie-Sainte-Catherine
| Candidats pour la mairie          | Vote | %     |
| --------------------------------- | ---- | ----- |
| Donald Kenny                      | 100  | 52,08 |
| Jacques Martin (Sortant)          | 92   | 47,92 |
| Nombre d'électeurs inscrits : 218 |      |       |

Albert Boulianne devient maire en décembre 2005-janvier 2006.

### Beaupré
| Candidats pour la mairie | Vote            | %               |
| ------------------------ | --------------- | --------------- |
| Henri Cloutier (Sortant) | Sans opposition | Sans opposition |

### Boischatel
| Candidats pour la mairie            | Vote  | %     |
| ----------------------------------- | ----- | ----- |
| Yves Germain (Sortant)              | 1 298 | 64,19 |
| Claude Lavoie                       | 724   | 35,81 |
| Nombre d'électeurs inscrits : 4 011 |       |       |

### Cap-Santé
| Candidats pour la mairie            | Vote | %     |
| ----------------------------------- | ---- | ----- |
| Jeanne Noreau                       | 609  | 50,16 |
| Jean-Yves Nobert (Sortant)          | 605  | 49,84 |
| Nombre d'électeurs inscrits : 2 272 |      |       |

### Château-Richer
| Candidats pour la mairie            | Vote | %     |
| ----------------------------------- | ---- | ----- |
| Frédéric Dancause                   | 886  | 53,83 |
| Jean-Guy Cloutier (Sortant)         | 780  | 46,17 |
| Nombre d'électeurs inscrits : 2 941 |      |       |

### Clermont
| Candidats pour la mairie            | Vote  | %     |
| ----------------------------------- | ----- | ----- |
| Jean-Pierre Gagnon                  | 1 208 | 61,35 |
| Ronald Desbiens                     | 761   | 38,65 |
| Nombre d'électeurs inscrits : 2 569 |       |       |

### Deschambault-Grondines
| Candidats pour la mairie            | Vote | %     |
| ----------------------------------- | ---- | ----- |
| Gaston Arcand                       | 622  | 53,30 |
| Guy Denis                           | 545  | 46,70 |
| Nombre d'électeurs inscrits : 1 729 |      |       |

### Donnacona
| Candidats pour la mairie | Vote            | %               |
| ------------------------ | --------------- | --------------- |
| André Marcoux (Sortant)  | Sans opposition | Sans opposition |

### Fossambault-sur-le-Lac
| Candidats pour la mairie            | Vote | %     |
| ----------------------------------- | ---- | ----- |
| Guy Maranda                         | 521  | 49,10 |
| Gilles Landry (Sortant)             | 431  | 40,62 |
| Danielle Boutet                     | 109  | 10,28 |
| Nombre d'électeurs inscrits : 1 465 |      |       |

### L'Ancienne-Lorette
| Candidats pour la mairie             | Vote  | %     |
| ------------------------------------ | ----- | ----- |
| Émile Loranger                       | 3 878 | 52,05 |
| Christian Lévesque                   | 3 572 | 47,95 |
| Nombre d'électeurs inscrits : 12 916 |       |       |

### L'Ange-Gardien
| Candidats pour la mairie    | Vote            | %               |
| --------------------------- | --------------- | --------------- |
| Pierre Lefrançois (Sortant) | Sans opposition | Sans opposition |

### L'Isle-aux-Coudres
| Candidats pour la mairie | Vote            | %               |
| ------------------------ | --------------- | --------------- |
| Dominic Tremblay         | Sans opposition | Sans opposition |

### La Malbaie
| Candidats pour la mairie  | Vote            | %               |
| ------------------------- | --------------- | --------------- |
| Jean-Luc Simard (Sortant) | Sans opposition | Sans opposition |

### Lac-Beauport
| Candidats pour la mairie | Vote            | %               |
| ------------------------ | --------------- | --------------- |
| Michel Giroux (Sortant)  | Sans opposition | Sans opposition |

### Lac-Saint-Joseph
| Candidats pour la mairie | Vote            | %               |
| ------------------------ | --------------- | --------------- |
| O'Donnell Bédard         | Sans opposition | Sans opposition |

### Lac-Sergent
| Candidats pour la mairie          | Vote | %     |
| --------------------------------- | ---- | ----- |
| Denis Racine                      | 192  | 52,46 |
| Laurent Langlois                  | 174  | 47,54 |
| Nombre d'électeurs inscrits : 443 |      |       |

### Les Éboulements
| Candidats pour la mairie            | Vote | %     |
| ----------------------------------- | ---- | ----- |
| Bertrand Bouchard                   | 333  | 42,75 |
| Antoine Deschênes (Sortant)         | 325  | 41,72 |
| Pierre Tremblay                     | 121  | 15,53 |
| Nombre d'électeurs inscrits : 1 183 |      |       |

### Neuville
| Candidats pour la mairie            | Vote | %     |
| ----------------------------------- | ---- | ----- |
| Normand Bolduc                      | 828  | 74,46 |
| Gaston Juneau                       | 284  | 25,54 |
| Nombre d'électeurs inscrits : 2 952 |      |       |

### Notre-Dame-des-Monts
| Candidats pour la mairie          | Vote | %     |
| --------------------------------- | ---- | ----- |
| Jean-Claude Simard (Sortant)      | 443  | 68,58 |
| Aurore Tremblay                   | 203  | 31,42 |
| Nombre d'électeurs inscrits : 745 |      |       |

### Petite-Rivière-Saint-François
| Candidats pour la mairie          | Vote | %     |
| --------------------------------- | ---- | ----- |
| Jean-Guy Bouchard                 | 351  | 52,86 |
| Gérald Maltais                    | 313  | 47,14 |
| Nombre d'électeurs inscrits : 902 |      |       |

### Pont-Rouge
| Candidats pour la mairie                | Vote            | %               |
| --------------------------------------- | --------------- | --------------- |
| Claude Bégin (Sortant d'un autre poste) | Sans opposition | Sans opposition |

### Portneuf
| Candidats pour la mairie            | Vote | %     |
| ----------------------------------- | ---- | ----- |
| Pierre De Savoye                    | 782  | 57,16 |
| Jocelyn Laroche                     | 586  | 42,84 |
| Nombre d'électeurs inscrits : 2 641 |      |       |

### Rivière-à-Pierre
| Candidats pour la mairie | Vote            | %               |
| ------------------------ | --------------- | --------------- |
| Ghislaine Noreau         | Sans opposition | Sans opposition |

### Saint-Aimé-des-Lacs
| Candidats pour la mairie            | Vote | %     |
| ----------------------------------- | ---- | ----- |
| Bernard Maltais                     | 490  | 72,70 |
| Daniel Boudreault (Sortant)         | 184  | 27,30 |
| Nombre d'électeurs inscrits : 1 003 |      |       |

### Saint-Alban
| Candidats pour la mairie            | Vote | %     |
| ----------------------------------- | ---- | ----- |
| Lynn Audet                          | 564  | 72,49 |
| Deny Lépine (Sortant)               | 214  | 27,51 |
| Nombre d'électeurs inscrits : 1 064 |      |       |

### Saint-Augustin-de-Desmaures
| Partis                               | Partis                           | Candidats pour la mairie | Vote  | %     |
| ------------------------------------ | -------------------------------- | ------------------------ | ----- | ----- |
|                                      | Option Saint-Augustin            | Marcel Corriveau         | 3 770 | 53,50 |
|                                      | Ensemble Saint-Augustin - Québec | Serge Hamel              | 3 277 | 46,50 |
| Nombre d'électeurs inscrits : 12 454 |                                  |                          |       |       |

### Saint-Basile
| Candidats pour la mairie            | Vote | %     |
| ----------------------------------- | ---- | ----- |
| Jean Poirier                        | 839  | 63,42 |
| Louis-Marie Caron                   | 484  | 36,58 |
| Nombre d'électeurs inscrits : 2 102 |      |       |

### Saint-Casimir
| Candidats pour la mairie | Vote            | %               |
| ------------------------ | --------------- | --------------- |
| André Filteau            | Sans opposition | Sans opposition |

### Saint-Ferréol-les-Neiges
| Candidats pour la mairie   | Vote            | %               |
| -------------------------- | --------------- | --------------- |
| Germain Tremblay (Sortant) | Sans opposition | Sans opposition |

### Saint-François-de-l'Île-d'Orléans
| Candidats pour la mairie | Vote            | %               |
| ------------------------ | --------------- | --------------- |
| Yoland Dion (Sortant)    | Sans opposition | Sans opposition |

### Saint-Gabriel-de-Valcartier
| Candidats pour la mairie   | Vote            | %               |
| -------------------------- | --------------- | --------------- |
| Brent Montgomery (Sortant) | Sans opposition | Sans opposition |

### Saint-Gilbert
| Candidats pour la mairie | Vote            | %               |
| ------------------------ | --------------- | --------------- |
| Luc Gignac (Sortant)     | Sans opposition | Sans opposition |

### Saint-Hilarion
| Candidats pour la mairie          | Vote | %     |
| --------------------------------- | ---- | ----- |
| Rénald Marier                     | 340  | 74,56 |
| André Bergeron                    | 116  | 25,44 |
| Nombre d'électeurs inscrits : 966 |      |       |

### Saint-Irénée
| Candidats pour la mairie    | Vote            | %               |
| --------------------------- | --------------- | --------------- |
| Pierre Boudreault (Sortant) | Sans opposition | Sans opposition |

### Saint-Jean-de-l'Île-d'Orléans
| Candidats pour la mairie | Vote            | %               |
| ------------------------ | --------------- | --------------- |
| Jean-Claude Pouliot      | Sans opposition | Sans opposition |

### Saint-Joachim
| Candidats pour la mairie            | Vote | %     |
| ----------------------------------- | ---- | ----- |
| Gaston Gagnon (Sortant)             | 511  | 74,49 |
| Raymond Godin                       | 175  | 25,51 |
| Nombre d'électeurs inscrits : 1 200 |      |       |

### Saint-Laurent-de-l'Île-d'Orléans
| Candidats pour la mairie | Vote            | %               |
| ------------------------ | --------------- | --------------- |
| Yves Coulombe (Sortant)  | Sans opposition | Sans opposition |

### Saint-Léonard-de-Portneuf
| Candidats pour la mairie | Vote            | %               |
| ------------------------ | --------------- | --------------- |
| Denis Langlois (Sortant) | Sans opposition | Sans opposition |

### Saint-Marc-des-Carrières
| Candidats pour la mairie | Vote            | %               |
| ------------------------ | --------------- | --------------- |
| Michel Matte (Sortant)   | Sans opposition | Sans opposition |

### Saint-Pierre-de-l'Île-d'Orléans
| Candidats pour la mairie | Vote            | %               |
| ------------------------ | --------------- | --------------- |
| Roger Deblois (Sortant)  | Sans opposition | Sans opposition |

### Saint-Raymond
| Candidats pour la mairie            | Vote  | % |
| ----------------------------------- | ----- | - |
| Rolland Dion                        | 2 048 |   |
| Pascal Cothet                       | 1 818 |   |
| Nombre d'électeurs inscrits : 7 573 |       |   |

### Saint-Siméon
| Candidats pour la mairie            | Vote | %     |
| ----------------------------------- | ---- | ----- |
| Pierre Asselin (Sortant)            | 730  | 80,49 |
| Gilles Harvey                       | 177  | 19,51 |
| Nombre d'électeurs inscrits : 1 250 |      |       |

### Saint-Thuribe
| Candidats pour la mairie | Vote            | %               |
| ------------------------ | --------------- | --------------- |
| Richard Genest           | Sans opposition | Sans opposition |

### Saint-Tite-des-Caps
| Candidats pour la mairie | Vote            | %               |
| ------------------------ | --------------- | --------------- |
| Pierre Dion              | Sans opposition | Sans opposition |

### Saint-Ubalde
| Candidats pour la mairie | Vote            | %               |
| ------------------------ | --------------- | --------------- |
| Jean-Paul Darveau        | Sans opposition | Sans opposition |

### Saint-Urbain
| Candidats pour la mairie | Vote            | %               |
| ------------------------ | --------------- | --------------- |
| Simon Bouchard (Sortant) | Sans opposition | Sans opposition |

### Sainte-Anne-de-Beaupré
| Candidats pour la mairie            | Vote  | %     |
| ----------------------------------- | ----- | ----- |
| Jean-Luc Fortin                     | 1 113 | 85,55 |
| Jacques Hamel                       | 188   | 14,45 |
| Nombre d'électeurs inscrits : 2 304 |       |       |

### Sainte-Brigitte-de-Laval
| Candidats pour la mairie            | Vote | %     |
| ----------------------------------- | ---- | ----- |
| Pierre Vallée (Sortant)             | 810  | 63,73 |
| Gilbert Tremblay                    | 461  | 36,27 |
| Nombre d'électeurs inscrits : 2 851 |      |       |

### Sainte-Catherine-de-la-Jacques-Cartier
| Candidats pour la mairie            | Vote  | %     |
| ----------------------------------- | ----- | ----- |
| Jacques Marcotte (Sortant)          | 1 239 | 63,44 |
| Jacques Robitaille                  | 714   | 36,56 |
| Nombre d'électeurs inscrits : 3 790 |       |       |

### Sainte-Christine-d'Auvergne
| Candidats pour la mairie    | Vote            | %               |
| --------------------------- | --------------- | --------------- |
| Raymond Francoeur (Sortant) | Sans opposition | Sans opposition |

Élection partielle au poste de maire en 2007. 
- Nécessaire en raison de la démission du maire Raymond Francoeur pour devenir député adéquiste de Portneuf lors des élections de 2007
- Élection du conseiller Michel Sansfaçon (siège #2) au poste de maire[4].

Élection partielle au poste de maire février 2009. 
- Nécessaire en raison du décès du maire Michel Sansfaçon[5].
- Élection Pierre Tourigny au poste de maire[5].

### Sainte-Famille
| Candidats pour la mairie       | Vote            | %               |
| ------------------------------ | --------------- | --------------- |
| Jean-Pierre Turcotte (Sortant) | Sans opposition | Sans opposition |

### Sainte-Pétronille
| Candidats pour la mairie | Vote            | %               |
| ------------------------ | --------------- | --------------- |
| Jacques Grisé (Sortant)  | Sans opposition | Sans opposition |

### Shannon
| Candidats pour la mairie | Vote            | %               |
| ------------------------ | --------------- | --------------- |
| Clive Kiley (Sortant)    | Sans opposition | Sans opposition |

### Stoneham-et-Tewkesbury
| Candidats pour la mairie | Vote            | %               |
| ------------------------ | --------------- | --------------- |
| Gaétane G. St-Laurent    | Sans opposition | Sans opposition |